# Sou

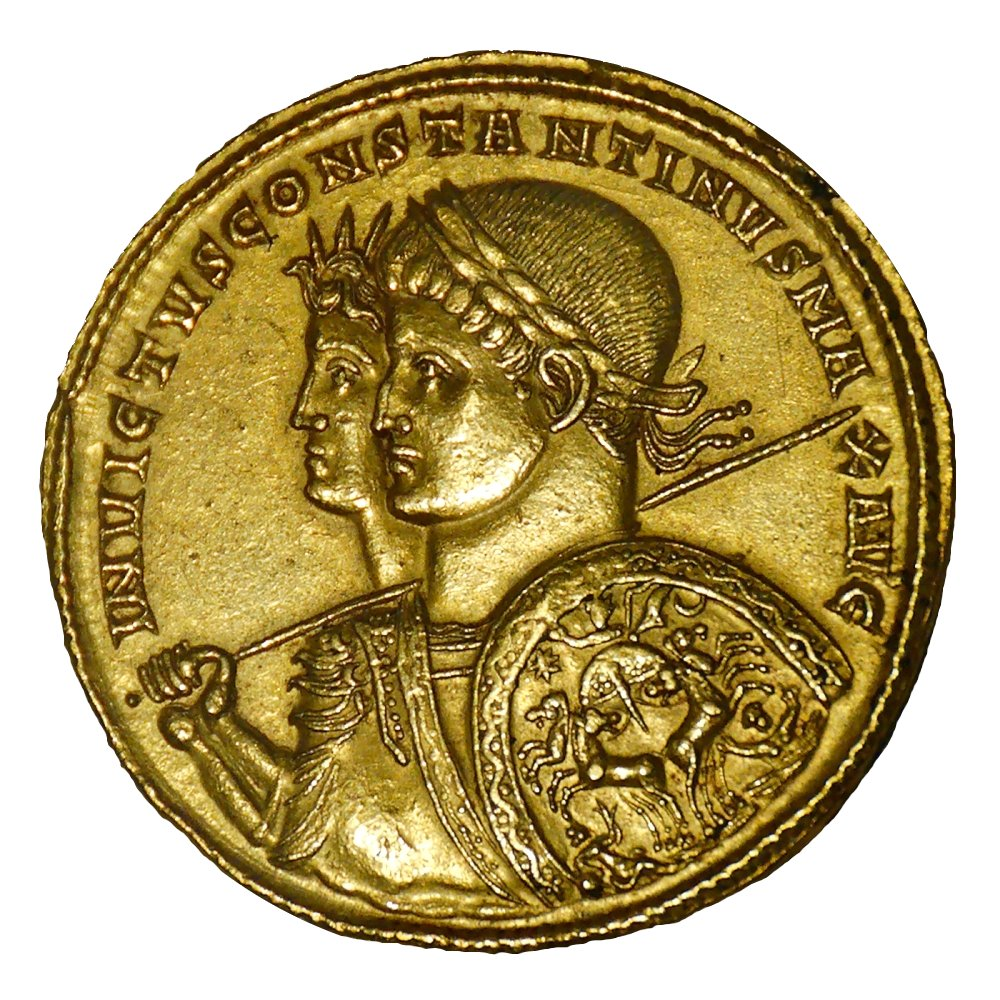
Multiplu de solidus, de 39,79 g de aur, emis de Constantin cel Mare, la monetăria Ticinum (azi Pavia), în 313; avers: INVICTVSCONSTANTINVSMA + AVG, busturi spre stânga Constantin I, armură, scut în mâna stângă, spadă în mâna dreaptă, cap laureat și Sol Invictus, în dreapta sa

Sou (pronunțat: [su], la plural: sous) este o veche monedă franceză, urmașă a monedei romane solidus și al cărui nume a supraviețuit în limbaj decimalizării din 1795, pentru a desemna piesa de 5 centime, până la începutul secolului al XXI-lea. Longevitatea acestei denumiri explică prezența sa în numeroase expresii franceze relative la bani.

## Etimologie
Cuvântul francez sou provine din cuvântul vechi francez sol, variantă a unui cuvânt și mai vechi, solt, care, la rândul său, provine din latină solidus, prin intermediarul soldus. Termenul solidus este denumirea unei monede de aur introdusă de împăratul Constantin cel Mare, în 309 / 310 și folosită și în timpul succesorilor săi.

## Istorie

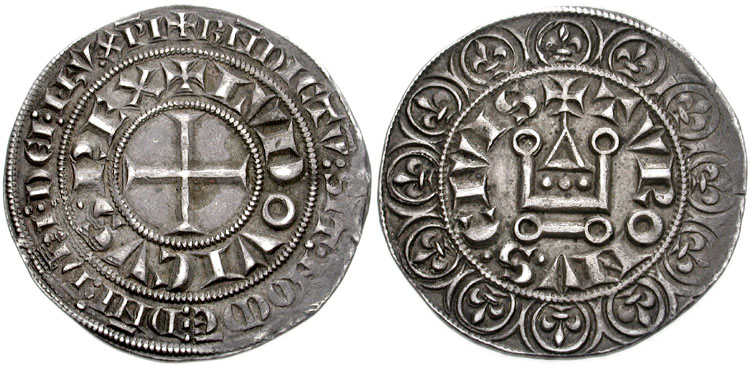
Gros emis de Ludovic al IX-lea al Franței, prin 1266-1270, valorând un sou tournois; avers LVDOVICVS•REX, cruce cu tălpi; revers: TVRONV•S• CIVIS, castelul din Tours, circular: flori de crin

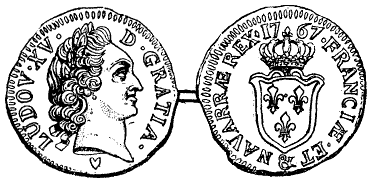
Sou de cupru emis sub Ludovic al XV-lea, în 1767. Avers: cap spre dreapta, circular: LUDOV•XV• D•GRATIA•, inimă sub gât; revers: în centru, scut, trei crini încoronați, circular: •17 67 •FRANCIÆ•ET NAVARRÆ REX

Istoria monedei sou începe cu aureus-ul roman care valora, pe vremea lui Caesar, 25 de denari de argint (adică 100 de sesterți de alamă sau 400 de as de bronz) și cântărea 8 grame de aur. Fiecare împărat îl ciuntea, astfel că Dioclețian, apoi Constantin cel Mare au fost nevoiți să-i stabilizeze valoarea la 1/60, apoi la 1/72 dintr-o livră romană, adică să ajungă la o greutate de 4,5 grame de aur, sub numele de solidus. 
Onorându-și numele, noua monedă își va câștiga reputația de inalterabilitate, traversând aproape neschimbată declinul și apoi prăbușirea Imperiului Roman de Apus, marile invazii și crearea primelor regate germanice de pe cuprinsul Europei; nu numai că a fost bătut, în Imperiul Bizantin, până în secolul al XI-lea, sub numele de nomisma, dar solidus va fi imitat  de către regii barbari, îndeosebi de Merovingieni, deși, cel mai adesea, sub forma de «treime de sol[idus]» (tremissis).
Având în vedere penuria de aur, o nouă stabilizare (așa sunt numite adesea devalorizările) va veni de la Carol cel Mare: solidus-ul nu va mai fi, de acum încolo, a șaptezeci și doua parte dintr-o livră romană de aur, ci a douăzecea parte dintr-o livră carolingiană de argint. Solidus-ul va fi împărțit în 12 denari, care, fără rarele excepții (de exemplu gros-ul Sfântului Ludovic), vor fi, practic, singurele care vor circula. Dar moneda sistemului de cont « £sd » (1 livră = 20 sous de 12 deniers) va rămâne neschimbată în Franța până la Revoluția Franceză, iar în Regatul Unit, până în 1971.

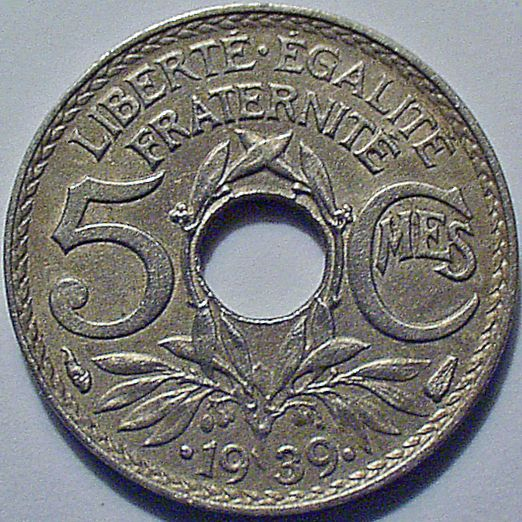
Monedă de 5 centime (1 sou), din cupronichel, emisă în Franța, în 1939, diametrul real: 19 mm

Prin evoluție fonetică, termenul de solidus va deveni soldus, apoi solt (în secolul al XI-lea), sol, din secolul al XII-lea până în secolul al XVIII-lea, apoi sou. La o mie de ani după reforma monetară carolingiană, în 1795, când livra tournois cedează locul francului, sol-ii și denier-ii dispar din buzunare, dar termenul de sou este atât de ancorat în obișnuințele francezilor, încât aceștia vor continua să desemneze astfel a douăzecea parte dintr-un franc. Îl vom reîntâlni și în francul elvețian, în Canada și, în general, în toate țările francofone în expresii legate de bani.
În 1787, puterea de cumpărare a unui sou era aproximativ egală cu aceea a unui euro, din anul 2005.

## Supraviețuirea termenului în noile monede
După Revoluția Franceză, francezii au continuat să numească sou a douăzecea parte dintr-un franc. Astfel, piesa de cinci franci era denumită cent sous, „o sută de sous”. 
Din ciuntire în devaluare, vechiul sou din aur, apoi din argint, va deveni o monedă din bilon, din cupru, din bronz înainte de a sfârși, bătut o ultimă oară între 1914 și 1939, sub forma unei monede găurite de 5 centime din cupronichel, apoi din alpaca; la începutul secolului al XXI-lea, francezii în vârstă vorbesc încă despre cutare obiect de șase sous din tinerețea lor și, pentru ei, o monedă de cinci franci reprezintă tot o monedă de 100 de sous.

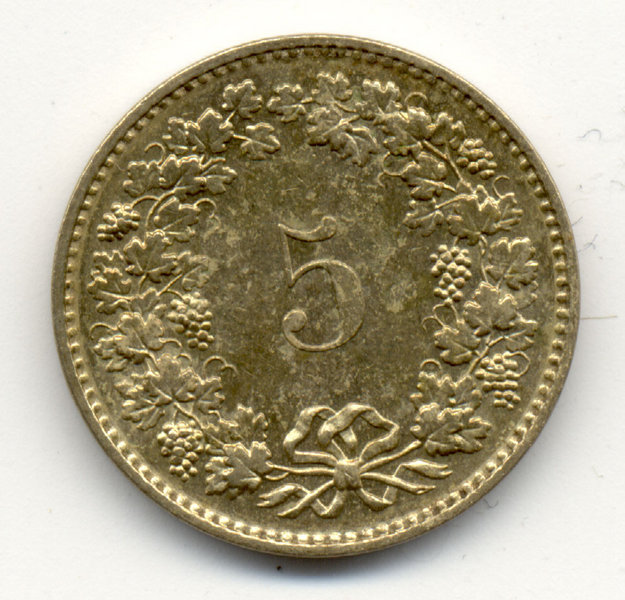
Monedă elvețiană de 5 franci: 1 sou

## Urmașe alesolidus-ului, în alte țări
- În Italia: soldo, la plural soldi;
- În Germania: Schilling;
- În Anglia: Shilling;
- În Spania: sueldo.

## Folosirea modernă a cuvântului „sou”
Deși această monedă nu mai este în circulație, cuvântul  „sou” continuă să fie folosit în multe expresii ale limbii franceze legate de bani: 
Être près de ses sous: „a fi avar”,
Sans un sou vaillant: „a fi cu buzunarele goale”,
Il manque (toujours) un sou pour faire le franc: lipsește (întotdeauna) un lucru de mică valoare pentru a finaliza ceva.
sau în expresia „machine à sous” care definește mașinile de jocuri mecanice de noroc aleatorii, mecanice sau electronice, care funcționează prin inserarea unei monede sau a unui jeton și acționarea unei manete.

### Exerciții de corectare a pronunțării, în limba franceză
- „ –Combien ces six saucissons-ci? / –C’est six sous, ces sauscissons-ci.”[7][8]
- „Cinq ou six officiers gascons / Passant certain soir à Soissons/ Marchandèrent des saucissons:/ «Combien ces cinq saucissons?/ –À vingt sous, c’est cent sous.»/ –C’étais cent sous, ces saucissons.”[9][10]